# Kickboxer 3 - Mani di pietra
Kickboxer 3 - Mani di pietra (Kickboxer 3: The Art of War) è un film americano di arti marziali del 1992 diretto da Rick King. Si tratta del terzo della serie di film di Kickboxer ed è stato anche l'ultimo film a presentare Dennis Chan nei panni di Xian Chow.

## Trama
La pellicola si apre con una donna in difficoltà inseguita attraverso una foresta tropicale da un inseguitore sconosciuto. Viene presto rivelato che la donna sta tentando di scappare da Frank Lane, un americano che gestisce un traffico illegale di bambine in Brasile, inducendole alla prostituzione. Dopo essere stata ripresa, viene riportata a casa di Lane e giustiziata di fronte agli altri schiavi, come punizione per le proprie azioni.
David Sloan, dopo gli eventi del secondo film, è diventato campione del mondo di kickboxing e è arrivato a Rio de Janeiro insieme all'inseparabile maestro Xian per prendere parte ad un combattimento contro il forte argentino Eric Martinez, il cui agente è proprio lo spietato Frank Lane.
Appena atterrati, David e Xian s'imbattono in una coppia di giovani ladruncoli di strada, Marco e Isabella, che tentano di derubarli. David riesce a impedire il furto e simpatizza con i due ragazzini, invitandoli all'esibizione dimostrativa di beneficenza del giorno dopo. In quest'occasione David incontra per la prima volta il violento e nevrotico Martinez. Dopo l'esibizione David e Xian vengono invitati da Lane a una festa a casa sua per scusarsi del comportamento di Martinez; Lane nota anche Isabella e, colpito dalla bellezza della ragazzina, decide di farla rapire dai suoi uomini per farla entrare nel proprio giro di prostituzione minorile.
David dovrà darsi da fare per rintracciare e liberare Isabella con l'aiuto di Marcos e Xian, e per sgominare l'organizzazione di Lane, per poi affrontare e sconfiggere il suo campione Martinez davanti a tutto il pubblico.

## Sequel
Nel 1994 uscì Kickboxer 4 - L'aggressore (Kickboxer 4: The Aggressor).